# Tamara Myers
Tamara Myers (ur. 27 lipca 1993) – bahamska lekkoatletka specjalizująca się w trójskoku i skoku w dal.
Zawodniczka jest wielokrotną medalistką CARIFTA Games. W 2011 zdobyła srebro w trójskoku podczas mistrzostw panamerykańskich juniorów. W 2012 sięgnęła po złoto (skok w dal) i brąz (trójskok) mistrzostw Ameryki Środkowej i Karaibów juniorów rozgrywanych w San Salvador. Mistrzyni Ameryki Środkowej i Karaibów w trójskoku (2013). Medalistka mistrzostw Bahamów. 
Na koniec 2012 wybrana została najlepszą juniorską lekkoatletką specjalizującą się w konkurencjach technicznych na Bahamach.

## Osiągnięcia
| Rok  | Impreza                                           | Miejsce      | Konkurencja | Lokata            | Wynik (m) |
| ---- | ------------------------------------------------- | ------------ | ----------- | ----------------- | --------- |
| 2008 | CARIFTA Games                                     | Basseterre   | trójskok    | 2. miejsce        | 11,55     |
| 2009 | CARIFTA Games                                     | Vieux Fort   | trójskok    | 2. miejsce        | 11,70w    |
| 2011 | CARIFTA Games                                     | Montego Bay  | trójskok    | 2. miejsce        | 12,35     |
| 2011 | Mistrzostwa Ameryki Środkowej i Karaibów          | Mayagüez     | trójskok    | 6. miejsce        | 12,45     |
| 2011 | Mistrzostwa panamerykańskie juniorów              | Miramar      | trójskok    | 2. miejsce        | 12,85     |
| 2012 | CARIFTA Games                                     | Hamilton     | trójskok    | 2. miejsce        | 11,62     |
| 2012 | Mistrzostwa Ameryki Środkowej i Karaibów juniorów | San Salvador | skok w dal  | 1. miejsce        | 6,02      |
| 2012 | Mistrzostwa Ameryki Środkowej i Karaibów juniorów | San Salvador | trójskok    | 3. miejsce        | 12,42     |
| 2013 | Mistrzostwa Ameryki Środkowej i Karaibów          | Morelia      | skok w dal  | 7. miejsce        | 5,79      |
| 2013 | Mistrzostwa Ameryki Środkowej i Karaibów          | Morelia      | trójskok    | 1. miejsce        | 13,18     |
| 2014 | Igrzyska Wspólnoty Narodów                        | Glasgow      | skok w dal  | el. – 17. miejsce | 6,14      |
| 2014 | Igrzyska Wspólnoty Narodów                        | Glasgow      | trójskok    | el. – 13. miejsce | 12,87     |
| 2015 | Igrzyska panamerykańskie                          | Toronto      | trójskok    | 10. miejsce       | 13,57     |
| 2015 | Mistrzostwa NACAC                                 | San José     | trójskok    | 4. miejsce        | 13,78w    |
| 2017 | Mistrzostwa Świata                                | Londyn       | trójskok    | el. – 24. miejsce | 13,41     |

## Rekordy życiowe
- Skok w dal (stadion) – 6,51 (2017) / 6,61w (2017)
- Trójskok (stadion) – 14,03 (2017) rekord Bahamów
- Skok w dal (hala) – 6,33 (2015)
- Trójskok (hala) – 13,40 (2015)